# Le Rendez-vous de quatre heures

Le Rendez-vous de quatre heures (titre original : Texas Lady) est un western américain réalisé par Tim Whelan et sorti en 1955.
C'est son dernier film en tant que réalisateur.

## Synopsis
Prudence Webb se rend dans une ville isolée du Texas où elle a hérité du journal local. La ville est dirigée par deux hommes qui ne voient pas son arrivée d'un bon œil.

## Fiche technique
- Réalisation : Tim Whelan
- Scénario : Horace McCoy
- Production :  Nat Holt Production
- Distribution : RKO Radio Pictures
- Directeur de la photographie : Ray Rennahan
- Musique : Paul Sawtell[1]
- Type : Western
- Montage : Richard W. Farrell
- Durée : 86 minutes
- Dates de sortie : 
  - États-Unis : 23 novembre 1955
  - France : 1er août 1956

## Distribution
- Claudette Colbert : Prudence Webb
- Barry Sullivan : Chris Mooney
- Ray Collins : Mica Ralston
- James Bell : Cass Gower
- Horace McMahon : Stringer Winfield
- Gregory Walcott : Député Jess Foley
- John Litel : Meade Moore
- Douglas Fowley : Clay Ballard
- Don Haggerty : Sheriff Herndon
- Walter Sande : Whit Sturdy
- Alexander Campbell : Juge E. Ness Herzog
- Florenz Ames : Wilson
- Kathleen Mulqueen : Nancy (Nanny) Winfield
- Robert Lynn : Rev. Callender
- Grandon Rhodes : Nickerson